# 羽须虫
羽须虫（学名：Pterocirrus macroceros）为叶须虫科羽须虫属的动物。分布于欧洲大西洋沿岸、地中海、太平洋加拿大沿岸、黑海、日本海，包括黄海、东海、南海等海域。